# Kathy
Kathy, Kathi oder Kati ist als Kurzform von Katharina ein weiblicher Vorname. In englischsprachigen Ländern existiert daneben auch die Kurzform Kathie. Eine verbreitete Kurzform in der Schweiz ist Käthi.

## Bekannte Namensträgerinnen

### Kathi
- Kathi Arndt, deutsche Popsängerin
- Kathi Gassner, deutsche Verwaltungsrechtlerin
- Kathi Hörl (1936–2017), österreichische Skirennläuferin
- Kathi Kallauch (* 1987), österreichische Popsängerin
- Kathi Käppel (* 1977), deutsche Künstlerin
- Kathi Kobus (1854–1929), Münchner Gastronomin
- Kathi Leitner (* 1948), deutsche Schauspielerin
- Kathi Meyer-Baer (1892–1977), deutsch-amerikanische Musikwissenschaftlerin
- Kathi Petersen (* 1956), deutsche Politikerin (SPD)
- Kathi Prechtl (1909–2002), deutsche Volksschauspielerin
- Kathi Schwaab (* 1972), deutsche Biathletin
- Kathi Stimmer-Salzeder (* 1957), deutsche Liedermacherin
- Kathi Wörndl (* 1983), österreichische Moderatorin

### Käthi
- Käthi Bhend (* 1942), Schweizer Illustratorin
- Käthi La Roche (* 1948), Schweizer Pfarrerin
- Käthi Wälchli (* 1949), Schweizer Politikerin (SVP)

### Kathie
- Kathie Browne (1930–2003), US-amerikanische Schauspielerin
- Kathie Lee Gifford (* 1953), US-amerikanische Fernsehmoderatorin und Schauspielerin

### Kathy
- Kathy Acker (1947–1997), US-amerikanische Schriftstellerin
- Kathy Baker (* 1950), US-amerikanische Schauspielerin
- Kathy Bates (* 1948), US-amerikanische Schauspielerin und Regisseurin
- Kathy Burke (* 1964), britische Schauspielerin
- Kathy Cook (* 1960), britische Sprinterin
- Kathy Griffin (* 1960), US-amerikanische Schauspielerin
- Kathy Hammond (* 1951), US-amerikanische Leichtathletik-Olympionikin
- Kathy Hilton (* 1959), US-amerikanische Schauspielerin
- Kathy Ireland (* 1963), US-amerikanisches Fotomodell und Schauspielerin
- Kathy Kelly (Friedensaktivistin) (* 1953), US-amerikanische Friedensaktivistin und Autorin
- Kathy Kelly (Musikerin) (Kathleen Anne Kelly; * 1961), US-amerikanische Musikerin
- Kathy Kinney (* 1954), US-amerikanische Schauspielerin
- Kathy Kirby (1938–2011), britische Sängerin
- Kathy Krause (* 1982), deutsche Musicaldarstellerin
- Kathy Kreiner (* 1957), kanadische Skirennläuferin
- Kathy Leander (* 1963), schweizerische Sängerin
- Kathy Lehne (* 1961), US-amerikanische Unternehmerin und Pokerspielerin
- Kathy Lie (* 1964), norwegische Politikerin
- Kathy Liebert (* 1967), US-amerikanische Pokerspielerin
- Kathy Mattea (* 1959), US-amerikanische Country-Sängerin
- Kathy Najimy (* 1957), US-amerikanische Schauspielerin
- Kathy Radzuweit (* 1982), deutsche Volleyball-Nationalspielerin
- Kathy Reichs (* 1948), US-amerikanische Schriftstellerin und Anthropologin
- Kathy Riklin (* 1952), Schweizer Politikerin
- Kathy Rinaldi (* 1967), US-amerikanische Tennisspielerin
- Kathy Rudy (* 1956), US-amerikanische Hochschullehrerin, Autorin und Frauenforscherin
- Kathy Stinson (* 1952), kanadische Kinderbuchautorin
- Kathy Stobart (1925–2014), britische Jazzsaxophonistin
- Kathy Tyers (* 1952), US-amerikanische Science-Fiction-Schriftstellerin
- Kathy Wambe (* 1981), belgische Basketballspielerin
- Kathy Watt (* 1964), australische Radsportlerin

### Kati
- Kati Bellowitsch (* 1974), österreichische Fernseh- und Radiomoderatorin
- Kati Breuer (* 1968), deutsche Musikpädagogin und Autorin von Kinderliedern
- Kati Droste (* 1984), deutsche Autorennfahrerin
- Kati Engel (* 1982), deutsche Politikerin (Linke)
- Kati-Claudia Fofonoff (1947–2011), samische Autorin und Übersetzerin
- Kati Grasse (* 1969), deutsche Schauspielerin und Sängerin
- Kati Heck (* 1979), deutsche Malerin
- Kati Hiekkapelto (* 1970), finnische Schriftstellerin
- Kati Klinzing (* 1982), deutsche Skeletonpilotin
- Kati Kovalainen (* 1975), finnische Eishockeyspielerin
- Kati Kovács (* 1944), ungarische Sängerin und Schauspielerin
- Kati Kraaving (* 1980), estnische Badmintonspielerin
- Kati Liibak (* 1983), estnische Fußballnationalspielerin
- Kati Marton (* 1947), ungarisch-US-amerikanische Autorin und Journalistin
- Kati Murutar (* 1967), estnische Schriftstellerin, Journalistin und Drehbuchautorin
- Kati Naumann (* 1963), deutsche Schriftstellerin, Autorin und Museologin
- Kati Outinen (* 1961), finnische Schauspielerin
- Kati Piri (* 1979), niederländische Politikerin
- Kati Rickenbach (* 1980), Schweizer Comiczeichnerin und Illustratorin
- Kati Jo Spisak (* 1983), US-amerikanische Fußballspielerin und -trainerin
- Kati Székely (* 1941), deutsche Schauspielerin und Psychologin
- Kati Tolmoff (* 1983), estnische Badmintonspielerin
- Kati Venäläinen (* 1975), finnische Skilangläuferin
- Kati Wilhelm (* 1976), deutsche Biathletin
- Kati Winkler (* 1974), deutsche Eiskunstläuferin
- Kati Wolf (* 1974), ungarische Sängerin und Model
- Kati Zambito (* 1979), italienisch-portugiesisch-deutsche Schauspielerin, Regisseurin und Drehbuchautorin